# Premis Pulitzer de 1931
Els següents són els Premis Pulitzer de 1931.

## Premis de periodisme

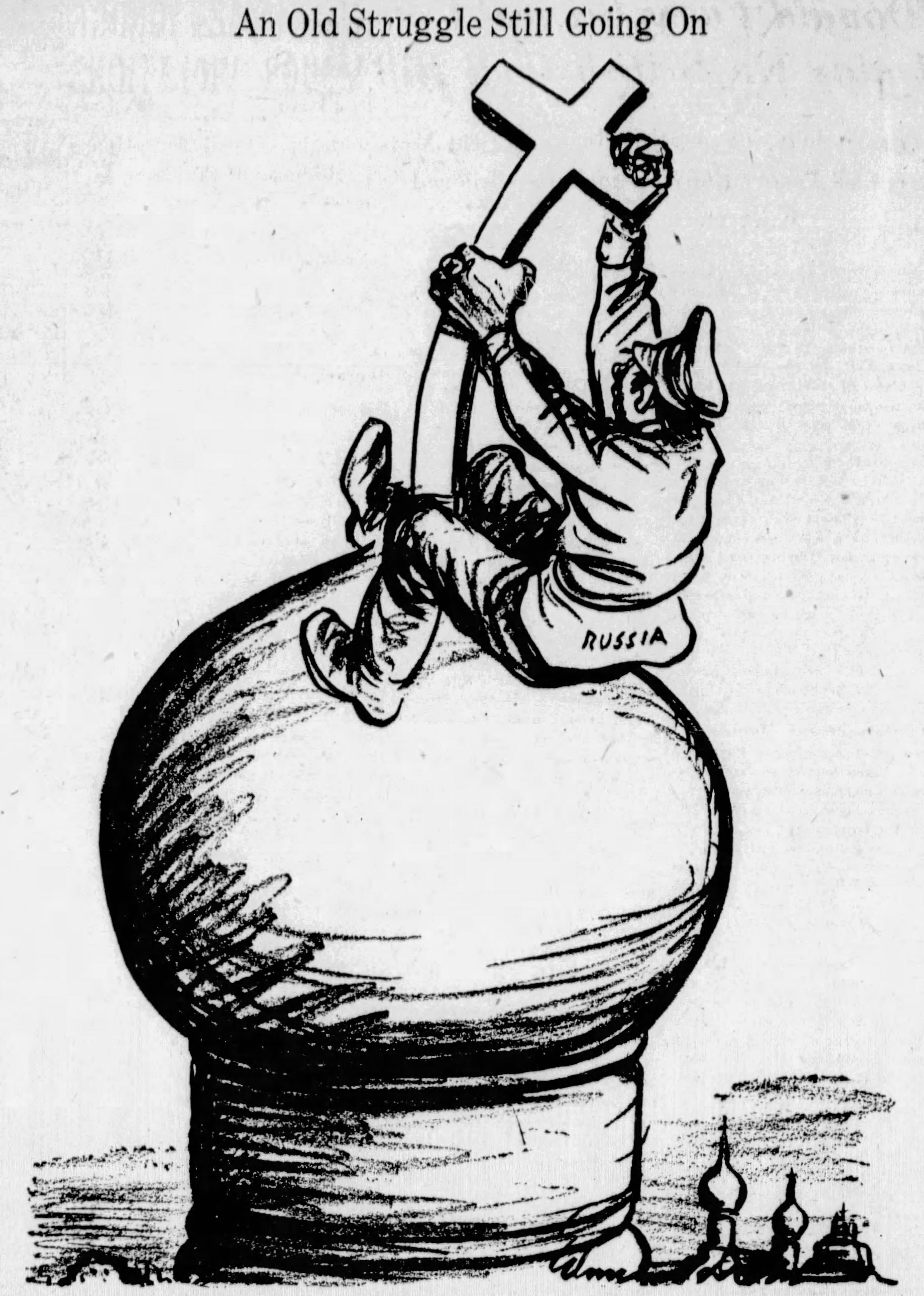
"An Old Struggle Still Going On", guanyador del premi a la Caricatura Editorial.

| Servei públic        | La Constitució d’Atlanta                                                    | "Per a una exposició amb èxit en l'ocupació municipal i les consegüents conviccions".    |
| Informació           | A.B. MacDonald de The Kansas City Star                                      | "Pel seu treball relacionat amb un assassinat a Amarillo, Texas".                        |
| Correspondència      | HR Knickerbocker del Philadelphia Public Ledger i del New York Evening Post | "Per a una sèrie d'articles sobre el funcionament pràctic del pla quinquennal a Rússia". |
| Redacció editorial   | Charles S. Ryckman de Fremont Tribune                                       | "Per a l'editorial titulada "El senyor de Nebraska""                                     |
| Caricatura Editorial | Edmund Duffy de The Baltimore Sun                                           | "Per a 'An Old Struggle Still Going On' (Una vella lluita que encara continua)"          |

## Premis de lletres i teatre
- Novel·la:
  - Years of Grace (Anys de gràcia) de Margaret Ayer Barnes (Houghton)
- Drama:
  - Alison's House de Susan Glaspell (S. French)
- Història:
  - The Coming of the War 1914 (L’arribada de la guerra de 1914) de Bernadotte E. Schmitt (Scribner)
- Biografia o autobiografia:
  - Charles W. Eliot per Henry James (Houghton)
- Poesia:
  - Collected Poems per Robert Frost (Holt)